# Чемпіонат Європи з водних видів спорту 1987
Чемпіонат Європи з водних видів спорту 1987, 18-й за ліком, тривав з 16 до 23 серпня 1987 року в Страсбургу (Франція). Відбувся під егідою Європейської ліги плавання. Розіграно нагороди з плавання (на довгій воді), стрибків у воду, синхронного плавання (жінки) і водного поло. Уперше в плавальній програмі чемпіонатів європи відбулися змагання на дистанції 50 метрів вільним стилем.

## Таблиця медалей
*   Країна-господарка ( Франція)
| Місце                | Країна               | Золото | Срібло | Бронза | Загалом |
| -------------------- | -------------------- | ------ | ------ | ------ | ------- |
| 1                    | НДР                  | 18     | 13     | 10     | 41      |
| 2                    | СРСР                 | 6      | 9      | 6      | 21      |
| 3                    | ФРН                  | 4      | 4      | 9      | 17      |
| 4                    | Угорщина             | 3      | 2      | 1      | 6       |
| 5                    | Франція*             | 3      | 1      | 2      | 6       |
| 6                    | Румунія              | 2      | 1      | 5      | 8       |
| 7                    | Велика Британія      | 2      | 1      | 1      | 4       |
| 8                    | Нідерланди           | 2      | 1      | 0      | 3       |
| 9                    | Швеція               | 1      | 0      | 1      | 2       |
| 10                   | Італія               | 0      | 3      | 2      | 5       |
| 11                   | Австрія              | 0      | 2      | 0      | 2       |
| 12                   | Швейцарія            | 0      | 1      | 3      | 4       |
| 13                   | Данія                | 0      | 1      | 1      | 2       |
| 14                   | Югославія            | 0      | 1      | 0      | 1       |
| 14                   | Бельгія              | 0      | 1      | 0      | 1       |
| Загалом (15 збірних) | Загалом (15 збірних) | 41     | 41     | 41     | 123     |

## Плавання

### Чоловіки
| Дисципліна                      | Золото                                                               | Срібло                                                            | Бронза                                                                       |
| ------------------------------- | -------------------------------------------------------------------- | ----------------------------------------------------------------- | ---------------------------------------------------------------------------- |
| 50 м вільним стилем             | Єрґ Войте (GDR)                                                      | Геннадій Пригода (URS)                                            | Стефан Волері (SUI)                                                          |
| 100 м вільним стилем            | Свен Лодзієвскі (GDR)                                                | Стефан Карон (FRA)                                                | Дірк Ріхтер (GDR)                                                            |
| 200 м вільним стилем            | Андерс Гольмертц (SWE)                                               | Джорджо Ламберті (ITA)                                            | Міхаель Ґрос (FRG)                                                           |
| 400 м вільним стилем            | Уве Даслер (GDR)                                                     | Райнер Генкель (FRG)                                              | Томас Фарнер (FRG)                                                           |
| 1500 м вільним стилем           | Райнер Генкель (FRG)                                                 | Уве Даслер (GDR)                                                  | Штефан Пфайффер (FRG)                                                        |
| 100 м на спині                  | Сергій Заболотнов (URS)                                              | Франк Бальтруш (GDR)                                              | Франк Гоффмайтер (FRG)                                                       |
| 200 м на спині                  | Сергій Заболотнов (URS)                                              | Ігор Полянський (URS)                                             | Франк Бальтруш (GDR)                                                         |
| 100 м брасом                    | Адріан Мургаус (GBR)                                                 | Дмитро Волков (URS)                                               | Джанні Мінервіні (ITA)                                                       |
| 200 м брасом                    | Йожеф Сабо (HUN)                                                     | Сергій Соколовський (URS)                                         | Адріан Мургаус (GBR)                                                         |
| 100 м батерфляєм                | Енді Джеймсон (GBR)                                                  | Міхаель Ґрос (FRG)                                                | Бенні Нільсен (DEN)                                                          |
| 200 м батерфляєм                | Міхаель Ґрос (FRG)                                                   | Бенні Нільсен (DEN)                                               | Вадим Ярощук (URS)                                                           |
| 200 м комплексом                | Тамаш Дарньї (HUN)                                                   | Вадим Ярощук (URS)                                                | Райк Ганнеманн (GDR)                                                         |
| 400 м комплексом                | Тамаш Дарньї (HUN)                                                   | Йожеф Сабо (HUN)                                                  | Патрік Кюль (GDR)                                                            |
| естафета 4×100 м вільним стилем | НДР Дірк Ріхтер Томас Флеммінґ Штеффен Цеснер Свен Лодзієвскі        | ФРН Петер Зітт Міхаель Ґрос Рольф-Дітер Мальцанн Томас Фарнер     | СРСР Геннадій Пригода Володимир Шеметов Веніамін Таянович Володимир Ткаченко |
| естафета 4×200 м вільним стилем | ФРН Петер Зітт Райнер Генкель Томас Фарнер Міхаель Ґрос              | НДР Ларс Гіннебурґ Томас Флеммінґ Штеффен Цеснер Свен Лодзієвскі  | Швеція Томмі Вернер Міхаель Седерлунд Андерс Гольмертц Маркус Ерікссон       |
| естафета 4×100 м комплексом     | СРСР Ігор Полянський Дмитро Волков Костянтин Петров Геннадій Пригода | Велика Британія Ніл Кокрен Адріан Мургаус Енді Джеймсон Роланд Лі | НДР Франк Бальтруш Хрістіан Посвят Томас Дреслер Свен Лодзієвскі             |

### Жінки
| Дисципліна                      | Золото                                                         | Срібло                                                                   | Бронза                                                       |
| ------------------------------- | -------------------------------------------------------------- | ------------------------------------------------------------------------ | ------------------------------------------------------------ |
| 50 м вільним стилем             | Тамара Костаке (ROU)                                           | Катрін Майснер (GDR)                                                     | Хрістіане Пільке (FRG)                                       |
| 100 м вільним стилем            | Крістін Отто (GDR)                                             | Мануела Штельмах (GDR)                                                   | Тамара Костаке (ROU)                                         |
| 200 м вільним стилем            | Гайке Фрідріх (GDR)                                            | Мануела Штельмах (GDR)                                                   | Лумініца Добреску (ROU)                                      |
| 400 м вільним стилем            | Гайке Фрідріх (GDR)                                            | Астрід Штраус (GDR)                                                      | Стела Пура (ROU)                                             |
| 800 м вільним стилем            | Анке Мерінґ (GDR)                                              | Астрід Штраус (GDR)                                                      | Юдіт Чабаї (HUN)                                             |
| 100 м на спині                  | Крістін Отто (GDR)                                             | Свеня Шліхт (FRG)                                                        | Катрін Ціммерманн (GDR)                                      |
| 200 м на спині                  | Корнелія Зірх (GDR)                                            | Катрін Ціммерманн (GDR)                                                  | Свеня Шліхт (FRG)                                            |
| 100 м брасом                    | Зільке Гернер (GDR) 1:07.91 WR                                 | Мануела Далла Валле (ITA)                                                | Зільвія Ґераш (GDR)                                          |
| 200 м брасом                    | Зільке Гернер (GDR)                                            | Інґрід Лемперер (BEL)                                                    | Світлана Кузьміна (URS)                                      |
| 100 м батерфляєм                | Крістін Отто (GDR)                                             | Бірте Вайґанґ (GDR)                                                      | Катрін Плевінскі (FRA)                                       |
| 200 м батерфляєм                | Катлін Норд (GDR)                                              | Бірте Вайґанґ (GDR)                                                      | Стела Пура (ROU)                                             |
| 200 м комплексом                | Корнелія Зірх (GDR)                                            | Даніела Гунґер (GDR)                                                     | Ноемі Лунг (ROU)                                             |
| 400 м комплексом                | Ноемі Лунг (ROU)                                               | Дендеберова Олена Юріївна (URS)                                          | Катлін Норд (GDR)                                            |
| естафета 4×100 м вільним стилем | НДР Мануела Штельмах Гайке Фрідріх Крістін Отто Катрін Майснер | Нідерланди Маріанне Мейс Діана ван дер Платс Мілдред Мейс Карін Брінессе | ФРН Штефані Бофінґер Свеня Шліхт Хрістіане Пільке Карін Зайк |
| естафета 4×200 м вільним стилем | НДР Мануела Штельмах Гайке Фрідріх Астрід Штраус Анке Мерінґ   | Румунія Лумініца Добреску Стела Пура Анка Петрешкою Ноемі Лунг           | ФРН Свеня Шліхт Гайке Геллер Юлія Лебек Бірґіт Шульц-Лоберґ  |
| естафета 4×100 м комплексом     | НДР Крістін Отто Зільке Гернер Бірте Вайґанґ Мануела Штельмах  | Італія Лоренца Вігарані Мануела Далла Валле Іларія Токкіні Сільвія Персі | ФРН Свеня Шліхт Брітта Дам Зузанне Шустер Хрістіане Пільке   |

## Стрибки у воду

### Чоловіки
| Дисципліна    | Золото                  | Срібло               | Бронза                    |
| ------------- | ----------------------- | -------------------- | ------------------------- |
| Трамплін, 3 м | Альбін Кіллат (FRG)     | Нікі Стайковіч (AUT) | Олександр Гладченко (URS) |
| Вишка, 10 м   | Георгій Чоговадзе (URS) | Ян Гемпель (GDR)     | Арсен Джавадян (URS)      |

### Жінки
| Дисципліна    | Золото               | Срібло                  | Бронза              |
| ------------- | -------------------- | ----------------------- | ------------------- |
| Трамплін, 3 м | Дафне Йонґеянс (NED) | Марина Бабкова (URS)    | Бріта Бальдус (GDR) |
| Вишка, 10 м   | Олена Мірошина (URS) | Анжела Стасюлевич (URS) | Зільке Абіхт (GDR)  |

## Синхронне плавання
| Дисципліна | Золото | Срібло | Бронза |
| ---------- | --- | --- | --- |
| Соло       | Мюр'єль Ермін (FRA) | Александра Воріш (AUT) | Карін Зінґер (SUI) |
| Дуети      | Мюр'єль Ермін і Карін Шулер (FRA)                                                                                        | Едіт Босс і Карін Зінґер (SUI) | Тетяна Титова і Ірина Жукова (URS) |
| Групи      | Франція (FRA) Мюр'єль Ермін Карін Шулер Анн Капрон Гаель Келен Оділь Петі Маріанн Ешбахер Катрін Амеон Анн-Каролін Матьє | СРСР (URS) Тетяна Титова Ірина Жукова Марія Черняєва Катерина Лаврик Олена Долженко Віра Артьомова Хрістіна Фаласініді Олена Фощевська | Швейцарія (SUI) Карін Зінґер Едіт Босс Клаудія Мюральт Клаудія Печінка Адріана Джованолі Даніела Джованолі Даніела Йорді Хрістіне Ліппунер |

## Водне поло
| Дисципліна                   | Золото     | Срібло    | Бронза  |
| ---------------------------- | ---------- | --------- | ------- |
| Командна першість (чоловіки) | СРСР       | Югославія | Італія  |
| Командна першість (жінки)    | Нідерланди | Угорщина  | Франція |